# Rhionaeschna punctata
Rhionaeschna punctata – gatunek ważki z rodziny żagnicowatych (Aeshnidae). Występuje na terenie Ameryki Południowej.